# Prostownik selenowy
Prostownik selenowy – prostownik prądu elektrycznego zbudowany w oparciu o złącze metal-półprzewodnik, w którym półprzewodnikiem jest selen.

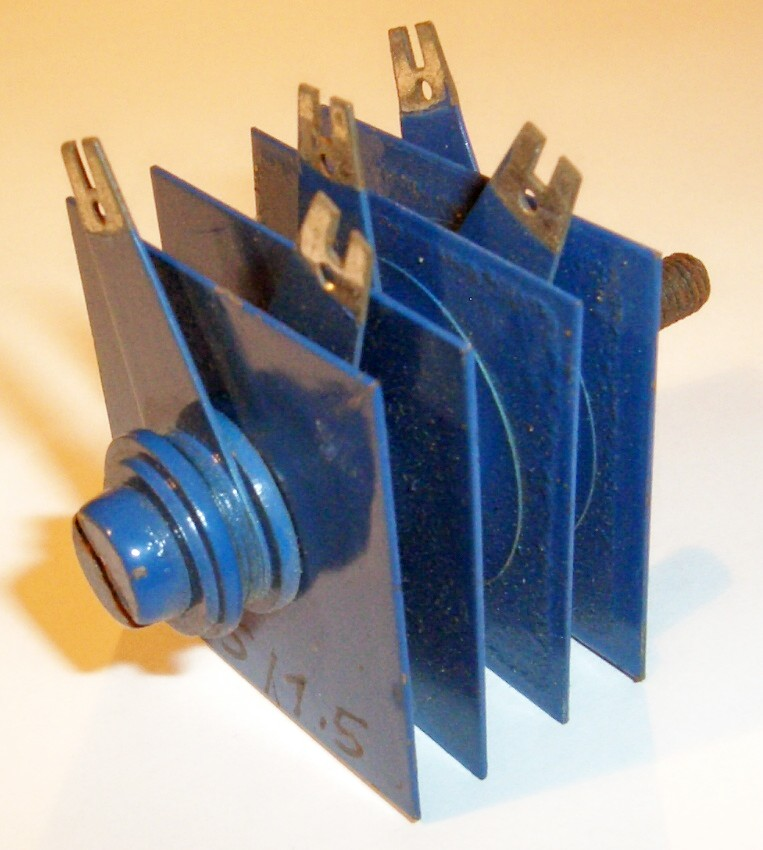
czteroelementowy prostownik selenowy w układzie Graetza do niskich napięć

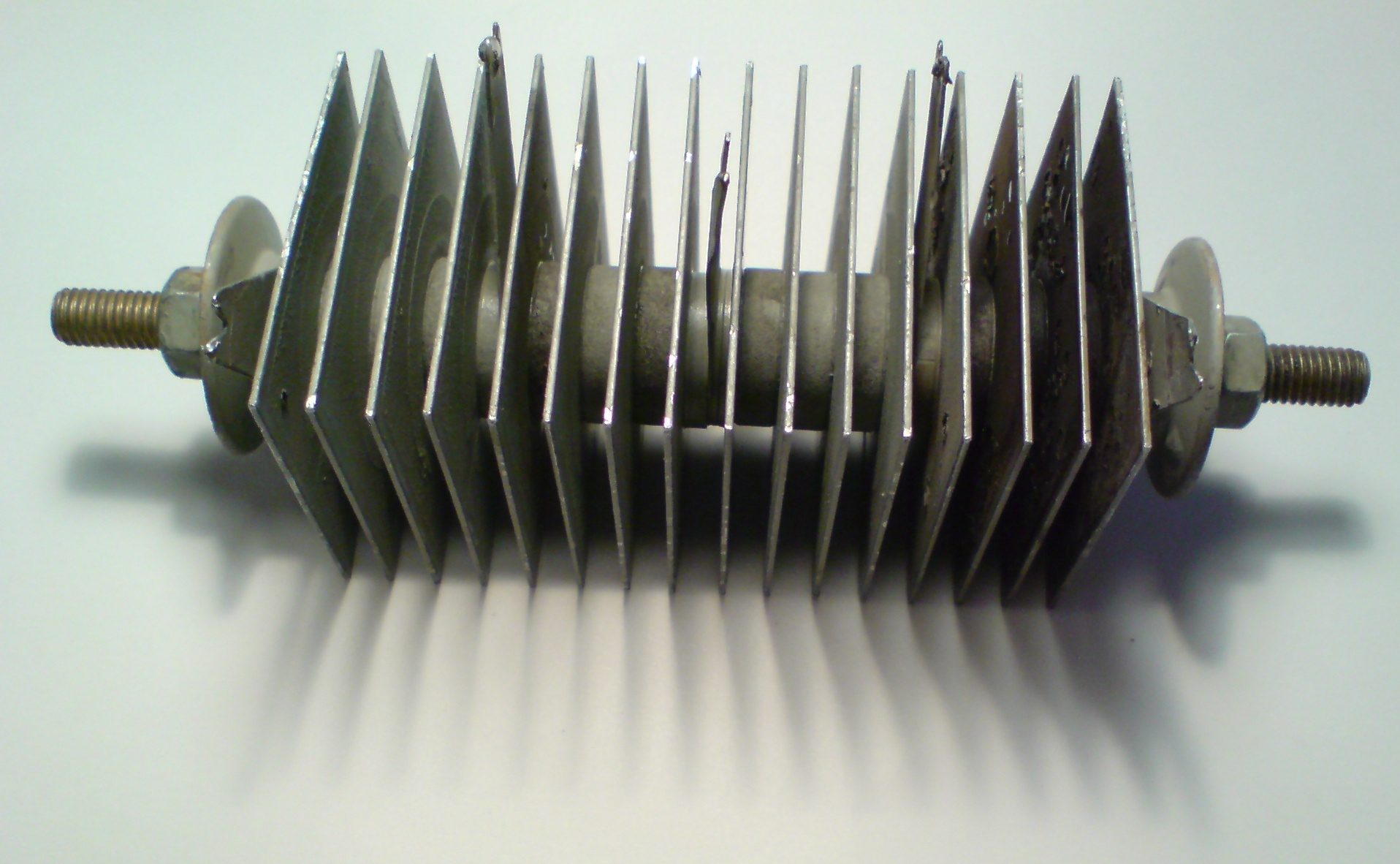
prostownik selenowy w układzie Graetza do napięć średnich

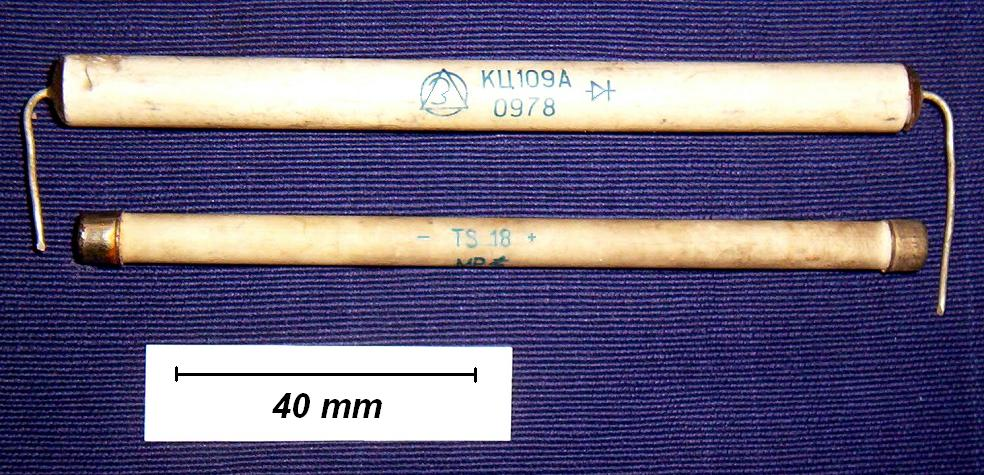
Wieloelementowy stos selenowy o napięciu przebicia 6 kV (КЦ109А - KC109A) i 18 kV (TS 18) zamknięty w izolującej rurze

Opracowany został w 1933 przez C.E. Fittsa jako następca starszego o sześć lat półprzewodnikowego prostownika kuprytowego (na bazie tlenku miedzi). 
Budowany najczęściej w formie kwadratowej lub okrągłej stalowej lub aluminiowej płytki (anody, pełniącej również rolę mechaniczną, a także służącej odprowadzaniu ciepła wytwarzającego się na złączu) pokrytej cienką warstwą bizmutu w celu uzyskania dobrego kontaktu elektrycznego z następną warstwą – domieszkowanego akceptorem selenu typu p.  Na warstwę selenu nałożona jest kolejna warstwa – stopu kadmu i cyny. Atomy kadmu dyfundują do warstwy selenu tworząc cienką warstwę donorową (typu n) CdSe. Warstwa zaporowa znajduje się na styku Se-CdSe.
Często płytka miała otwór pośrodku umożliwiający umieszczenie śruby, przy pomocy której mocowano ze sobą większą liczbę takich samych płytek we wspólną konstrukcję – tzw. "stos selenowy".
Pojedyncze złącze metalowo-selenowe charakteryzuje się napięciem przebicia w kierunku zaporowym kilkudziesięciu woltów; w praktyce dopuszczalne napięcie pracy w kierunku zaporowym nie przekracza na ogół od około 18 do 30 V. Ma większą rezystancję w kierunku przewodzenia (rzędu 30 Ω dla płytki o powierzchni 1 cm²), niż złącze kuprytowe (ok. 3 Ω dla płytki o tej samej powierzchni), ale wyższe napięcie przebicia w kierunku zaporowym, dlatego prostowniki selenowe szybko znalazły zastosowanie w elektronice użytkowej. Kilkunastoelementowe stosy (często w postaci gotowych mostków Graetza) wyparły diody próżniowe z zasilaczy napięcia anodowego (rzędu 250 woltów) lampowych odbiorników radiowych, wieloelementowe stosy selenowe zmontowane we wspólnej obudowie stosowano też powszechnie jako diody wysokiego napięcia (kilkanaście kilowoltów) w odbiornikach telewizyjnych. Prostowniki selenowe chętnie stosowano w prostownikach do ładowania akumulatorów samochodowych, w telefonach stosowano je – w układzie dwóch prostowników w połączeniu antyrównoległym  (przeciwsobnym) – w układach tłumienia przesłuchu.
Spadek napięcia w kierunku przewodzenia na złączu selenowym wynosi nie mniej niż 0,4 V (na złączu kuprytowym – ponad 0,2 V). Przy projektowaniu układów z użyciem prostowników  selenowych (w zależności od ich konstrukcji, głównie od sposobu odprowadzania ciepła ze złącza) nie przekracza się na ogół prądów przewodzenia rzędu pojedynczych miliamperów na cm² powierzchni płytki. Często stosy selenowe budowane są w postaci nierozbieralnych bloków trwale zalanych nieprzewodzącą żywicą epoksydową lub plastikiem; inne rozwiązania pozwalają na swobodny przepływ powietrza i rozpraszanie ciepła pomiędzy poszczególnymi płytkami stosu, wówczas dopuszcza się gęstość prądu przewodzenia do 50 mA/cm² (prostownik do ładowania akumulatorów samochodowych prądem 20 A musiał zatem być zbudowany z płytek o powierzchni sięgającej 400 cm², czyli o wymiarach 20×20 cm) kosztem jednak spadku napięcia na jednej płytce dochodzącego do 1,2 V. Wadą prostowników selenowych – prócz dużych rozmiarów i stosunkowo dużego ciężaru – jest także dość duża zależność parametrów prostownika od temperatury, niska dopuszczalna temperatura pracy (do 75 °C) i relatywnie duży prąd wsteczny – rzędu 100 μA na każdy cm² powierzchni płytki (przy napięciu wstecznym 10 V).
Tak jak inne złącza półprzewodnikowe, tak i złącza zbudowane w oparciu o selen charakteryzują się wrażliwością na światło. Powstający w złączu efekt fotoelektryczny wykorzystywany był w konstrukcjach m.in. światłomierzy selenowych i innych podobnych urządzeniach. Płytki prostowników selenowych wykorzystywane były do konstruowania amatorskich fotoogniw.
Prostowniki selenowe wyszły z użycia pod koniec lat 70. XX wieku wyparte przez taniejące diody półprzewodnikowe budowane najpierw w oparciu o german, a następnie – o krzem.